# モンテカティーニ・テルメ
モンテカティーニ・テルメ (伊: Montecatini Terme) は、イタリア共和国トスカーナ州ピストイア県にある、人口約21,000人の基礎自治体（コムーネ）。
2021年7月24日、ヨーロッパの大温泉保養都市群の一部として世界遺産に登録された。

## 地理

### 位置・広がり

#### 隣接コムーネ
隣接するコムーネは以下の通り。
- ブッジャーノ
- マルリアーナ
- マッサ・エ・コッツィーレ
- ピエーヴェ・ア・ニエーヴォレ
- ポンテ・ブッジャネーゼ
- セッラヴァッレ・ピストイエーゼ

### 気候分類・地震分類
モンテカティーニ・テルメにおけるイタリアの気候分類 (it) および度日は、zona D, 1762 GGである。
また、イタリアの地震リスク階級 (it) では、zona 3 (sismicità bassa) に分類される。

## 行政

### 分離集落
モンテカティーニ・テルメには以下の分離集落（フラツィオーネ）がある。
- Montecatini Alto, Nievole, Vico

## 観光
古代ローマ時代から温泉地として知られていたが、18世紀後半にトスカーナ大公レオポルド1世が温泉のさまざまな治癒効果を検証し、温泉施設の建設を命じた。以後、ジュゼッペ・ヴェルディ、オーソン・ウェルズ、ソフィア・ローレン、ピエトロ・マスカーニ、ルッジェーロ・レオンカヴァッロ、ベニャミーノ・ジーリ、ルイジ・ピランデルロといった著名人が滞在し、温泉療法・飲泉の保養地として、また音楽や文化のサロンとして発展していった。

## 姉妹都市
- ハロゲイト、イギリス